# Cardioglossa leucomystax
Cardioglossa leucomystax е вид жаба от семейство Arthroleptidae. Видът не е застрашен от изчезване.

## Разпространение
Разпространен е в Габон, Гана, Гвинея, Демократична република Конго, Екваториална Гвинея, Камерун, Кот д'Ивоар, Либерия и Нигерия.

## Описание
Популацията на вида е намаляваща.